# Hans Stratil
Hans Stratil (2. listopadu 1900, Olomouc – 1. května 1981, Augsburg) byl olomoucký architekt.

## Život
Studoval na liberecké stavební průmyslovce a studia dokončil taktéž tam, nebo v Brně. Působil v Olomouci, kde navrhl několik vil či rodinných domů.

## Dílo
- 1928 – rodinný dům Johanny Weinsteinové, Krapkova 40, Olomouc
- 1932 – rodinný dům Jindřicha Stárka, Na Chmelnici 7, Olomouc
- 1932 – vila Camilly a Josefa Krausových a Franze Bruckmanna, Vídeňská 14, Olomouc
- 1932 – vila Moritze Singera, Mozartova 42, Olomouc
- 1933 – rodinný dům M. Procházkové, Polívkova 31, Olomouc
- 1933 – vila Hanse a Else Stratilových, Čajkovského 17, Olomouc
- 1934 – rodinný dům F. a I. Schenkových, Petelinova 18, Olomouc
- 1935–1936 – rodinný dům Hermanna Konstandta, Na trati 19, Olomouc
- 1926 – rodinný dům Vilmy Heikornové, Svornosti 31, Olomouc